# Gerald Anderson
Gerald Randolph Opsima Anderson Jr., noto semplicemente come Gerald Anderson (Subic, 7 marzo 1989), è un attore e cestista filippino.
Ha partecipato alla prima edizione del Pinoy Big Brother: Teen Edition (Grande Fratello per teenager), assieme a Kim Chiu. È salito alla ribalta dopo aver recitato nelle serie Sana Maulit Muli, My Girl e Tayong Dalawa.
È attualmente sotto contratto con la ABS-CBN, una delle principali imprese private filippine operanti nel settore dei media e della comunicazione.

## Biografia
Nato a Subic da padre statunitense e madre filippina, fra i tre e i sei anni vive coi genitori a General Santos e quindi nelle città americane di San Antonio (Texas) e Springfield (Missouri), per poi tornare a General Santos all'età di quattordici anni.

### Vita privata
Dal 2006 al 2010 è stato fidanzato con l'attrice Kim Chiu, conosciuta durante la loro permanenza al reality show Pinoy Big Brother, e dal 2014 al 2015 ha avuto una relazione con Maja Salvador, che aveva affiancato in 24/7 in Love.
Tra il 2016 e il 2019 è stato poi legato sentimentalmente all'attrice Bea Alonzo. Nel 2021 ha annunciato la sua relazione con Julia Barretto, conosciuta durante le riprese del film Between Maybes.

## Filmografia

### Cinema
- First Day High, regia di Mario Cornejo (2006)
- I've Fallen For You, regia di Lino Cayetano (2007)
- Shake Rattle & Roll X, regia di Michael Tuviera (2008)
- Paano Na Kaya, regia di Ruel S. Bayani (2010)
- Till My Heartaches End, regia di José Javier Reyes (2010)
- Catch Me, I'm In Love, regia di Mae Cruz-Alviar (2011)
- Won't Last a Day Without You, regia di Raz dela Torre (2011)
- 24/7 in Love, regia di John D. Lazatin, Mae Czarina Cruz-Alviar, Frasco Santos Mortiz e Dado C. Lumibao (2012)
- On The Job, regia di Erik Matti (2013)
- Halik sa Hangin, regia di Emmanuel Q. Palo (2015)
- Everyday I Love You, regia di Mae Cruz-Alviar (2015)
- El Brujo, regia di Tikoy Aguiluz (2015)
- Always Be My Maybe, regia di Dan Villegas (2016)
- How to Be Yours, regia di Dan Villegas (2016)
- Can We Still Be Friends?, regia di Prime Cruz (2017)
- AWOL, regia di Enzo Williams (2017)
- My Perfect You, regia di Cathy Garcia-Molina (2018)
- Between Maybes, regia di Jason Paul Laxamana (2019)

### Televisione
- Love Spell Presents – miniserie TV, 4 episodi (2006-2007)
- Star Magic Presents: Ang Lovey Kong All Around – miniserie TV, 1 episodio (2006)
- Maalaala Mo Kaya – serie antologica, 7 episodi (dal 2006)
- Your Song Presents – miniserie TV, 27 episodi (2006-2010)
- Aalog-Alog – sitcom, 43 episodi (2006-2007)
- Sana Maulit Muli – serie TV, 73 episodi (2007)
- Gokada Go! – miniserie TV, 9 episodi (2007)
- John en Shirley – serie TV, 1 episodio (2007)
- Sineserye Presents: Maligno – miniserie TV, 1 episodio (2008)
- Karera sa Promotion – film TV (2008)
- My Girl – serie TV, 75 episodio (2008)
- Tayong Dalawa – serie TV, 179 episodi (2009)
- Agimat: Tiagong Akyat – serie TV, 13 episodi (2009)
- Kung Tayo'y Magkakalayo – serie TV, 122 episodi (2010)
- Wansapanataym: Buhawi Jack – serie TV, 10 episodi (2011)
- Budoy – serie TV, 110 episodi (2011-2012)
- Toda Max – sitcom, 1 episodio (2012)
- Bukas na Lang Kita Mamahalin – serie TV, 55 episodi (2012-2013)
- Mars Ravelo's Dyesebel – serie TV, 87 episodi (2014)
- Give Love on Christmas: Gift of Life – miniserie TV (2014-2015)
- Nathaniel – serie TV, 115 episodi (2015)
- Ikaw Lang ang Iibigin – serie TV, 195 episodi (2017-2018)
- A Soldier's Heart – serie TV, 110 episodi (2020)
- Init sa Magdamag – serie TV (dal 2021)

## Programmi televisivi
- Pinoy Big Brother: Teen Edition (ABS-CBN, 2006) – Concorrente
- ASAP (ABS-CBN, dal 2006) – Ballerino e performer
- Banana Split (ABS-CBN, 2009) – Ospite e attore
- Goin' Bulilit (ABS-CBN, 2013) – Ospite e attore
- Team U (ABS-CBN, 2014) – Conduttore